# Мазенг, Альфред
Альфред Мазенг Нало (англ. Alfred Maseng Nalo; ? — 18 ноября 2004) — государственный деятель Вануату. С 1995 по 1996 год министр иностранных дел страны. Являлся президентом Вануату два периода примерно в течение одного месяца 1994 и 2004 годов.

## Биография
Был исполняющим обязанности президента Вануату с 30 января по 2 марта 1994, будучи спикером парламента и и. о. президента был нужен в интервале между истечением срока полномочий предыдущего президента и началом следующего. В 2004 году на президентских выборах Мазенг был одним из 32 кандидатов, для победы ему было необходимо набрать большинство в 2/3 голосов членов коллегии выборщиков, которые и избирают президента Вануату. Выборы начались 8 апреля, но этот тур, как и следующий 10 апреля, не привёл к получению кем-либо из кандидатов требуемого числа голосов. В четвертом туре голосования 12 апреля Мазенг нанёс поражение правительственному кандидату Калкоту Матаскелекеле с результатом 41 голос против 16, и был сразу приведён к присяге. Он был смещён с поста президента 11 мая 2004 года Верховным Судом, который постановил, что выборы недействительны из-за правила, запрещающего быть избранными лицам, привлекавшимся к уголовной ответственности. Было выявлено, что он приговорён к условному наказанию за коррупцию и отмывание денег.
Он был членом консервативного франкофонного Союза умеренных партий. Умер в больнице на севере Вануату спустя несколько месяцев после отрешения от должности президента. Его возраст и причина смерти не сообщаются.